# Аладжалян, Семён Иванович
Семён Ива́нович Аладжа́лов (Аладжаля́н) (6 августа 1902, Баку — 1997, Ереван) — армянский советский театральный художник, график и плакатист. Заслуженный деятель искусств АрмССР (1962).

## Биография
С семи лет жил в Ростове-на-Дону, учился в Ростовской художественной школе. В 1927—1931 годах учился во ВХУТЕИН у Г. Фёдорова, Н. Шифрина.
В 1924 году начал работать для театра, оформлял спектакли в Армянском драматическом театре, в Армянском театре оперы и балета и в Русском драматическом театре в Ереване, в Армянском театре в Москве и других. В 1941—1945 годах создал серию плакатов-лубков на военную тему, некоторые совместно с братом Степаном Аладжаловым. В 1940—1960 годах — автор проектов оформления интерьеров общественных зданий. Работы экспонировались на Всемирной парижской выставке (1937).
Награждён орденом «Знак Почёта» (04.11.1939 — «за выдающиеся заслуги в деле развития армянского театрального и музыкального искусства»). Умер в 1987 году. Похоронен на Армянском кладбище.

## Работы
Семён Аладжалов оформил более ста выставок, интерьеров, поставил спектакли, в том числе и в Москве, Ереване, Владимире, Ленинакане, Душанбе, Бресте и Софии:
- «Тартюф» (1924)
- «Отелло» (1926)
- «Доходное место» (1929)
- «Егор Булычев и другие» (1933 и 1952)
- «Счастье» Хачатуряна (1939)
- «Винтовка 492116» Крона (Госцентюз, 1928)
- «Восстание Восе» Баласаняна (Театр имени Лахути, Сталинабад, 1934)